# I Learned from the Best
Singles de Whitney Houston
My Love Is Your Love
(1999) Could I Have This Kiss Forever
(2000)
I Learned from the Best est une chanson de Whitney Houston écrite par Diane Warren.
Elle est issue de l'album My Love Is Your Love (1999) et est sortie comme single le 29 novembre 1999 au Royaume-Uni.
Des remixes dance de la chanson, par Hex Hector et Junior Vasquez (en), ont eu un succès notables notamment dans l'Hot Dance Club Songs. 